# Octav Dessila

Octav Dessila în anii '30

Octav Dessila (n. 1895, București – d. 29 iulie 1976) a fost un scriitor român.

## Biografie

### Educație, România interbelică
Născut în București, fiu al lui Iorgu Dessila, angajat al Căilor Ferate Române și al soției sale, Aristița (născută Gheorghiu). A studiat la liceul militar din apropierea Mănăstirii Dealu pentru a deveni ofițer al Forțelor Terestre Române.
A fost ofițer de carieră, ofițer de cavalerie, din promoția 1915, prima, a școlii militare Dealul, supranumit eroul de la Oituz, deoarece în seara de 29 iulie 1917, împreună cu Marcel M. Olteanu, un alt ofițer de cavalerie, au oprit înaintarea nemților în poarta Oituzului, acțiune cunoscută ca Bătălia de la Oituz (1917).
După primul război mondial a deținut funcții importante. A fost atașat militar la Legația Română din Viena și șef de cabinet la Președinția Consiliului de Miniștri.
Octav Dessila a debutat în literatură în anul 1927 cu romanul Dragomir Valahul.
În 1935 a obținut Premiul Societății Scriitorilor Români, iar în 1936 Premiul Al. Brătescu-Voinești al Academiei Române.
La Teatrul Național din Iași i s-a jucat piesa Un om care dă palme vieții, dramatizare a romanului Neastâmpăr, publicată cu titlul Nu poți înfrânge viața.

### După 1949
A fost membru al Societății Scriitorilor Români, din 1931 până în 1948, câștigând premiul acesteia în 1935; după 1949 a devenit membru al Uniunii Scriitorilor din România din 1967. În 1937, Dassila a câștigat Premiul I. Al. Brătescu-Voinești al Academiei Române. 
Trilogia Iubim a fost unul din ultimele sale romane de succes, dar revizuit și republicat în 1970, nu a atras atenția iubitorilor acestui gen literar, sugerând pe de o parte natura obsolită a demersului scriitorului după circa trei decenii, dar și evoluția literaturii române precum și a gustului publicului cititor al anilor 1970.

## Orori
Jean Ancel (nascut in 1940 !!!) relatează următoarele: "La sfârșitul lui iulie 1940, comandantul Regimentului 7 Roșiori, scriitorul colonel în rezervă Octav Dessila, a ordonat tuturor evreilor din Secureni să vină la cimitir. Acolo el le-a cerut să sape gropi și a înscenat o execuție în masă a câtorva mii de evrei „S-au petrecut scene zguduitoare când ne-au despărțit unul de altul, dar în ultima clipă nu ne-au ucis”; soldații râdeau. A doua zi scena s-a repetat, de data asta numai cu bărbații. Jefuirea locuințelor și distrugerea a tot ce nu putea fi luat din ele a făcut ca evreii din Secureni să arate, după patru zile, ca frații lor după luni de rătăciri. Majoritatea erau înfometați, desculți și aproape goi. Foamea îi chinuia mai ales pe copii; și când autoritățile au anunțat că vor împărți câte o pâine fiecărui evreu care se va prezenta într-un anumit loc, mulți au riscat și s-au dus acolo. Bărbații care au procedat așa au fost împușcați, iar femeile au fost violate pe străzi. Evreii au fost nevoiți să-și astâmpere foamea cu pâine făcută din praf de făină amestecat cu cenușă adunată la moara locală".

## Operă

### Romane
- Dragomir Valahul, 1927
- Zvetlana, 1930
- București orașul prăbușirilor, 1930
- Noroi, 1932
- Neastâmpăr, 1934
- Turbă, 1936
- Două chemări (volumele I-II), 1938
- Iubim (trilogie)
  - Început de viață, 1941
  - Sfârșit de viață, 1942
  - Uităm prea repede, 1943
- Porți fără număr (volumele I-II}, 1946

### Piese de teatru
- Un om care dă palme vieții, 1938
- Nu poți înfrânge viața, 1941
- Mihai Viteazul - trilogie dramatică: Călugăreni, Alba-Iulia, Turda, 1967

### Satiră
- Cartea cu minciuni, 1936